# Huancabamba
Huancabamba est une ville située dans la Province de Huancabamba au nord-ouest du Pérou.
C'est le chef-lieu de la province. La ville est à 1 929 m d'altitude.